# Eupithecia brunnea
Eupithecia brunnea är en fjärilsart som beskrevs av Aigner 1906. Eupithecia brunnea ingår i släktet Eupithecia och familjen mätare. Inga underarter finns listade i Catalogue of Life.